# Перистера
Перистера (греч.  Περιστέρα) — небольшой остров в Греции. Остров является административной частью общины (дима) Алонисоса, и располагается непосредственно к востоку от одноимённого острова. Население 30 жителей по переписи 2011 года.

## География
Остров находится в Эгейском море и является частью архипелага Северные Спорады. Ближайшие острова — Алонисос на северо-западе и Аделфи на западе. Площадь острова составляет 14,513 квадратных километров, а наивысшая точка — 259 метров.

## Подводный музей Алонисоса
В 2020 году основан Подводный музей Алонисоса (Υποθαλάσσιο Μουσείο Αλοννήσου), первый в Греции музей такого рода. Дайверы-любители получили возможность исследовать место кораблекрушения, произошедшего приблизительно между 425 и 420 годами до н. э. у Перистеры. Останки торгового судна обнаружены на глубине 20 м в 1985 году дайвером и рыбаком Димитрисом Маврикисом (Δημήτρης Μαυρίκης) с Алонисоса. Сохранилось большое количество неповрежденных амфор.